# Melton Tuba Quartett
Das Melton Tuba Quartett ist das einzige professionelle Quartett Deutschlands, das ausschließlich mit Tubisten besetzt ist. Es spielt Originalkompositionen und Arrangements sowohl Klassischer Musik als auch aus den Bereichen Jazz, Unterhaltungs- und Marschmusik. Seit seiner Gründung 1987 konnten die Musiker eine rege Konzerttätigkeit in ganz Deutschland und darüber hinaus entwickeln, die auf mittlerweile sechs CDs dokumentiert ist.

## Besetzung
Das Melton Tuba Quartett besteht aus den Solotubisten von vier wichtigen deutschen Orchestern, nämlich Hartmut Müller (Sinfonieorchester Wuppertal), Heiko Triebener (Bamberger Symphoniker – Bayerische Staatsphilharmonie), Jörg Wachsmuth (Dresdner Philharmonie) und Ulrich Haas (Duisburger Philharmoniker). Die Instrumente variieren von Werk zu Werk, zum Einsatz kommen Euphonium, Bass- und Kontrabasstuba. Einige Arrangements spielen die vier Musiker ausschließlich auf Tuben.

## Geschichte
Das Melton Tuba Quartett gründete sich 1987 und benannte sich nach der Tuba-Marke Melton der Instrumentenbauer Wenzel Meinl. Zu den Gründungsmitgliedern gehörte Henrik Tietz, der 1994 verstarb. Auf ihn folgte zunächst Markus Hötzel und 2005 dann Jörg Wachsmuth. Schon bald nach ersten Konzerten folgten Auftritte in Radio und Fernsehen sowie bei internationalen Tuba-Kongressen und -Festivals, zum Beispiel in Washington und Riva del Garda. Zu den wichtigsten Konzerten zählen ein Auftritt 1992 in der Berliner Philharmonie, 1995 beim Rheingau Musikfestival und 2010 beim Brandenburg Musikfestival. 1991 wurde das Ensemble mit dem zweiten Preis beim internationalen Blechbläserwettbewerb um den Preis der Europa-Stadt Passau ausgezeichnet. Zahlreiche Komponisten schrieben Originalwerke für das Quartett, darunter Lutz Werner Hesse, Ingo Luis, Kerry Turner, Franz Watz, Ernst-Thilo Kalke, Rolf Alexander Wilhelm und Richard Roblee. Der US-amerikanische Tubist und Komponist John Stevens schrieb 2009/10 mit dem Grand Concerto 4 Tubas erstmals ein Originalwerk für Tubaquartett und Orchester, das mit den Duisburger Symphonikern unter Carl St. Clair im November 2011 in Duisburg uraufgeführt wurde. Dieses Konzert erschien zusammen mit weiteren Werken des Komponisten, unter anderem einem Tuba-Oktett auf CD, und wurde in den folgenden Jahren mit zahlreichen deutschen Sinfonieorchestern aufgeführt. 2017 schließlich gab es in der neu gestalteten Dresdner Philharmonie die Welturaufführung der Komposition "Concerto grosso Nr.1" des renommierten deutschen Komponisten Stefan Heucke, ein Werk für Tubaquartett und Streichorchester mit Schlagzeug, Harfe und Klavier. Dieses Werk wurde auch mit dem Wuppertaler Sinfonieorchester in der historischen Wuppertaler Stadthalle aufgeführt.

## Repertoire
Neben zeitgenössischen Werken, die meist für das Melton Tuba Quartett komponiert wurden, spielt das Quartett zahlreiche Arrangements populärer Klassik, wie zum Beispiel Versionen von Rimskis Hummelflug die Zweite Ungarische Rhapsodie von Franz Liszt oder Werke von Rossini, Tschaikowski und Prokofiew. Ein weiteres Fundament des Repertoires bildet klassische Marschmusik – die Konzerte beginnen meist mit The Washington Post von John Philip Sousa. Außerdem wurden viele Klassiker aus den Bereichen Rock, Pop, Jazz und Blues für das Ensemble arrangiert. Viele ihrer Konzerte sind heiteren Charakters, werden moderiert und wenden sich insbesondere auch an junge Zuhörer.

## Diskografie
- 1991 Premiere, Diavolo Records DR-D-93-C-001
- 1995 Lazy Elephants[1], Diavolo Records DR-D-95-C-003
- 1999 Power
- 2005 What a Wonderful World[2]
- 2011 John Stevens: Grand Concerto 4 Tubas und andere Werke, mit Robert Bolz, Florian Rösner, Severin Viola und Marc Lankeit (Euphonium, Tuba), Duisburger Symphoniker, Dir. Carl St. Clair
- 2017 Featuring the Meltons[3]